# Pingjian
Pingjian (kinesiska: 平建, 平建乡) är en socken i Kina. Den ligger i provinsen Jiangsu, i den östra delen av landet, omkring 260 kilometer norr om provinshuvudstaden Nanjing.
Genomsnittlig årsnederbörd är 1 055 millimeter. Den regnigaste månaden är juli, med i genomsnitt 294 mm nederbörd, och den torraste är januari, med 14 mm nederbörd.